# IL1F10
IL1F10 (англ. Interleukin 1 family member 10 (theta)) – білок, який кодується однойменним геном, розташованим у людей на короткому плечі 2-ї хромосоми.  Довжина поліпептидного ланцюга білка становить 152 амінокислот, а молекулярна маса — 16 943.
| 10         |  | 20         |  | 30         |  | 40         |  | 50         |
| ---------- |  | ---------- |  | ---------- |  | ---------- |  | ---------- |
| MCSLPMARYY |  | IIKYADQKAL |  | YTRDGQLLVG |  | DPVADNCCAE |  | KICILPNRGL |
| ARTKVPIFLG |  | IQGGSRCLAC |  | VETEEGPSLQ |  | LEDVNIEELY |  | KGGEEATRFT |
| FFQSSSGSAF |  | RLEAAAWPGW |  | FLCGPAEPQQ |  | PVQLTKESEP |  | SARTKFYFEQ |
| SW         |  |            |  |            |  |            |  |            |

A: Аланін

C: Цистеїн

D: Аспарагінова кислота

E: Глутамінова кислота

F: Фенілаланін

G: Гліцин

I: Ізолейцин

K: Лізин

L: Лейцин

M: Метіонін

N: Аспарагін

P: Пролін

Q: Глутамін

R: Аргінін

S: Серин

T: Треонін

V: Валін

W: Триптофан

Кодований геном білок за функцією належить до цитокінів. 
Задіяний у таких біологічних процесах як поліморфізм, альтернативний сплайсинг. 
Секретований назовні.